# Акшуат (Татарстан)
Акшуат — деревня в Бугульминском районе  Республики Татарстан Российской Федерации. Входит в состав Ключевского сельского поселения.

## География
Деревня расположена на реке Крым-Сарай, в 24 километрах к востоку от города Бугульма.  

## История
Деревня основана в начале XVIII века. 
До реформы 1861 года жители принадлежали к категории помещичьих крестьян. Занимались земледелием, разведением скота. В 1880-х годах в Акшуате имелся кожевенный завод. В этот период земельный надел сельской общины составлял 1185 десятин. 
До 1920 года деревня входила в Сумароковскую волость Бугульминского уезда Самарской губернии. С 1920 года в Бугульминском кантоне ТАССР. С 10 августа 1930 года в Бугульминском районе.

## Население
| 1859 | 1897 | 1920 | 1926 | 1938 | 1949 | 1970 | 1979 | 1989 | 2000 |
| ---- | ---- | ---- | ---- | ---- | ---- | ---- | ---- | ---- | ---- |
| 442  | 657  | 806  | 529  | 340  | 314  | 224  | 151  | 65   | 43   |

## Экономика
Овцеводство. 

## Интересные факты
В окрестностях Акшуата множество родников, местами образующих водопады.